# Рікардія
Рікардія (Riccardia) — рід рослин родини печіночників (Aneuraceae).

## Види
Рід містить ≈ 200 видів, які поширені в Європі, Африці, Азії, Австралії, Північній Америці, Південній Америці, на багатьох островах.
У тому числі рід містить українські види: рікардія низькогранелиста (Riccardia chamaedryfolia), рікардія зігнута (Riccardia incurvata), рікардія широколистувата (Riccardia latifrons), рікардія багатороздільна (Riccardia multifida), рікардія долонеподібна (Riccardia palmata).